# José Ferreira Souto
José Ferreira Souto (Jacobina — Rio de Janeiro, 22 de fevereiro de 1864) foi um padre e político brasileiro.
Foi presidente da província de Sergipe, de 30 de outubro de 1846 a 3 de julho de 1847.